# أنيق (اسم)
أَنِيْق هو اسم علم مذكر من أصل عربي، ومعناه هو الحسن المعجب والفرح والمسرور.

## شخصيات تحمل الاسم
أنيق روشان